# Amber Cascades
Amber Cascades è un brano musicale del gruppo musicale pop rock America, pubblicato nel 1976 come secondo singolo per il loro sesto album, Hideaway. Fu scritto dal membro Dewey Bunnell e prodotta da George Martin.
La canzone riscosse un successo mediocre, raggiungendo la 17ª posizione nella Adult Contemporary chart e nella Adult Contemporary chart canadese, il 75º posto nella Billboard Hot 100, e l'82° nella pop chart canadese.
Il singolo contiene sul lato B Who Loves You.